# Droit personnel (Égypte)
En matière de droit personnel, l'Égypte a suivi l'exemple de la codification ottomane en adaptant le droit musulman au XXe siècle. Refusant toutefois d'adopter la Mejellé ottomane (le Code civil de l'Empire ottoman), l'Égypte s'inspira particulièrement du Code Napoléon.
Au début, elle le fit par un ensemble de lois, dont celle du 12 juillet 1920 et du 10 mars 1929 sur la pension alimentaire, la formule répudiaire et le divorce à la demande de la femme, qui empruntent largement à l'école malékite. La loi du 6 août 1943 sur les successions est fidèle au rite hanéfite, majoritaire en Égypte.
La loi du 24 juin 1946 sur le testament innove en empruntant à l'école zahirite, disparue et rejetée par l'ensemble des rites sunnites : le législateur stipule ainsi que les petits-enfants, exclus de la succession de leurs grands-parents, à la suite du décès d'un de leurs parents, pourraient désormais recueillir une part de succession ne pouvant excéder le tiers, à titre de légataire. L'Égypte innova ainsi, la représentation successorale n'existant pas dans le droit musulman, mais ayant été ainsi tournée par le « legs obligatoire ». Elle fut suivie en Syrie (Code du statut personnel de 1953), en Tunisie (Code du statut personnel de 1956), au Maroc (Moudawana de 1958 et de 2004), en Algérie (Code de la famille de 1984) et en Mauritanie (Code du statut personnel de 2001).
L'une de ses particularités initiales est de soumettre les membres des différentes communautés religieuses au droit et aux instances judiciaires dépendant de sa propre religion, avec des cas quelquefois délicats d'application en cas de couples mixtes, et une tendance à appliquer alors sauf exceptions motivées les règles de la charia .

## Code civil de 1949 et son rayonnement régional
Le grand juriste al-Sanhouri rédigea ensuite, en 1949, le Code civil égyptien, dont les dispositions inspirèrent des systèmes juridiques d'autres pays, notamment celui de l'Irak et de la Syrie (al-Sanhouri étant l'un des principaux rédacteurs des codes civils de ces deux pays), mais aussi la Jordanie, le Koweït et la Libye, puis, plus tard, les Émirats arabes unis.

## Statut personnel après la Révolution de 1952
Après la Révolution des officiers libres (1952), la loi no 452/1955 du 21 septembre 1955 supprima les juridictions religieuses par volonté de sécularisation (le Yémen appliqua une réforme semblable un an auparavant, le 20 septembre 1954). Par conséquent, alors qu'auparavant les dhimmis (non-musulmans) bénéficiaient d'un statut personnel distinct de celui des musulmans, en ayant leurs propres juridictions, ils étaient désormais justiciables des mêmes tribunaux que les musulmans.
Auparavant, les étrangers étaient jugés par les tribunaux mixtes et les tribunaux consulaires ; les Égyptiens musulmans étaient jugés par les tribunaux chaari ; et les Égyptiens non-musulmans par les majaless communautaires. La loi du 14 octobre 1949 avait supprimé les privilèges accordés aux étrangers.
Des tribunaux ahli civils remplacèrent ces différents tribunaux, appliquant, en matière de droit des successions et s'agissant de musulmans, le droit hanafite - l'interprétation hanafiste du droit musulman était entré en vigueur en Égypte du temps de la domination de l'Empire ottoman. L'art. 6 de la loi de 1955 disposait en effet que le droit musulman soit appliqué, en matière de « statut personnel », aux justiciables musulmans; le droit canon aux chrétiens ; et la loi mosaïque aux juifs.
Par la suite, le domaine du statut personnel fut progressivement restreint sous l'effet de la jurisprudence, au profit du Code civil. À la fin des années 1970, le successions, les testaments, la capacité civile et les donations n'en faisaient plus partie. Le droit religieux, sous ses différentes formes (musulmanes, catholiques et juive) ne s'appliquait donc plus qu'en matière de mariage et de filiation (dont l'adoption, etc.). Sous la pression des féministes, un amendement du code, la loi no 44/1979, dite « loi Jihane », prévoyait en 1979 de restreindre les possibilités de polygamie sans l'accord des femmes concernées, en leur permettant de demander le divorce. Elle aménageait de façon plus favorable aux femmes les effets de la répudiation— qui ne pouvait plus produire d'effets tant que la femme n'en avait pas été informée —, en instaurant une indemnité, l'obligation pour le mari de fournir un logement, et en accordant à la mère la garde des jeunes enfants. Cette loi, contestée par les Oulémas et les conservateurs, fut  déclarée inconstitutionnelle par la Haute Cour pour des raisons procédurales,. Les dispositions concernant le divorce furent amendées en remplacement par la loi 100/1985, contestée, mais dont la constitutionnalité fut entérinée par la Haute Cour,. Par ailleurs, une loi de 2000 a formalisé l'institution du khul', une procédure permettant à la femme de divorcer même sans qu'un juge ait constaté de faute de la part de l'époux, sous réserve de renoncer à ses droits financiers.

## Sources